# Bagiennik
Un Bagiennik est un démon aquatique de la mythologie slave.